# Mittelholcz Dóra
Mittelholcz Dóra (Budapest, 1981 – Budapest, 2014. október 29.) újságíró.

## Élete és munkássága
Az orosz-magyar két tannyelvű gimnázium elvégzése után az Eötvös Loránd Tudományegyetemen orosz szakon szerzett diplomát.
Tizenegy évet dolgozott Metropol lapnál. Később a Telenor Magyarországnál fogyasztói kommunikációs vezetőként dolgozott.
Alapító tagja és vezető szerkesztője volt a Kultography.hu-nak. 2011 és 2012 között ő volt a Nemzeti Táncszínház PR-menedzsere, 2010 és 2012 állandó külsős munkatársként sok cikket publikált a Nők Lapja Café-ban. Számos riportot, interjút készített neves hazai és külföldi kulturális személyiségekkel.
2010-ben méhnyakrákot diagnosztizáltak nála, ami a különböző kezelések dacára egyre súlyosbodott. Betegsége ellenére nem hagyott fel az írással, sőt Tündérmese kis szépséghibával címmel könyvben számolt be a rákkal folytatott küzdelméről.